# 2011年巴基斯坦地震
2011年巴基斯坦地震是在巴基斯坦俾路支省发生的一次地震，地震震级为里氏7.2级，震中位于达尔本丁西部45千米处。地震发生在人口稀少的地区。據美國地質調查局监测，地震发生于2011年1月18日，当地时间为1月19日01:23，震中坐标28.838°N, 63.974°E。震源深度84（52英里）。

## 损失
达尔本丁地区大约200座泥质住房，包括部分政府办公大楼在地震中损毁。两名妇女在地震发生后死于心脏病发作。